# Wola Bogdanowska
Wola Bogdanowska – część wsi Bogdanów-Kolonia (do 31.12.2012 samodzielna wieś) w Polsce położona w województwie łódzkim, w powiecie piotrkowskim, w gminie Wola Krzysztoporska.
W latach 1975–1998 Wola Bogdanowska należała administracyjnie do województwa piotrkowskiego.